# Urząd Hanerau-Hademarschen
Urząd Hanerau-Hademarschen (niem. Amt Hanerau-Hademarschen) - dawny urząd w Niemczech w kraju związkowym Szlezwik-Holsztyn, w powiecie Rendsburg-Eckernförde. Siedziba urzędu znajdowała się w miejscowości Hanerau-Hademarschen.
1 stycznia 2012 urząd został połączony z dwoma urzędami: Aukrug, Hohenwestedt-Land oraz gminą Hohenwestedt tworząc nowy urząd Mittelholstein.
W skład urzędu wchodziło jedenaście gmin:
1. Beldorf
2. Bendorf
3. Bornholt
4. Gokels
5. Hanerau-Hademarschen
6. Lütjenwestedt
7. Oldenbüttel
8. Seefeld
9. Steenfeld
10. Tackesdorf
11. Thaden